# Geogel
Geogel – wieś w Rumunii, w okręgu Alba, w gminie Ponor. W 2011 roku liczyła 116 mieszkańców.